# Carl Caldenius
Carl Rupert C:zon Caldenius (ursprungligen Carlzon), född den 12 februari 1887 i Stockholm, död den 10 augusti 1961 i Saltsjö-Duvnäs, var en svensk geolog.
Caldenius avlade filosofie kandidatexamen 1911 och filosofie licentiatexamen 1914. Han promoverades till filosofie doktor 1924 och blev docent i geologi vid Stockholms högskola 1932. Caldenius var statsgeolog 1944–1955.  Han är begravd på Norra begravningsplatsen utanför Stockholm.